# استئصال الدماغ

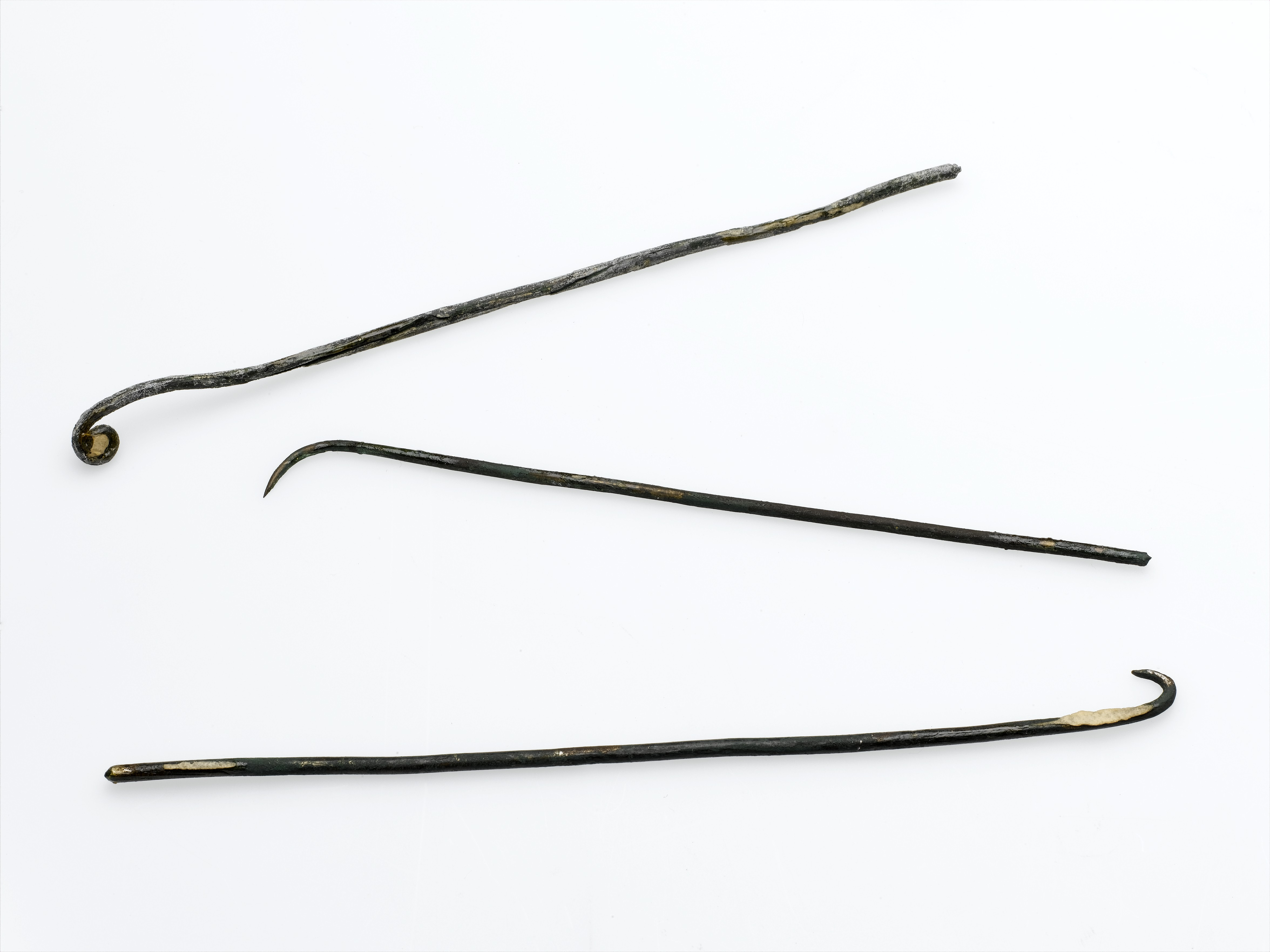
عينة من بعض الأدوات المستخدمة لاستخراج الدماغ من جثة مصرية محنطة.

استئصال الدماغ هو إجراء تحنيط مصري قديم يتم من خلاله إزالة الدماغ من الجثث قبل عملية التحنيط الفعلية. كتب المؤرخ اليوناني هيرودوتس، الذي كان يزور مصر بشكل متكرر، في القرن الخامس قبل الميلاد عن هذه العملية قائلاً: "بعد الاتفاق على السعر، يرحل الحاملون، ويترك العمال وحدهم في مكانهم ليحنطوا الجثة. إذا قاموا بذلك بشكل مثالي، فإنهم أولاً يستخرجون جزءاً من الدماغ عبر فتحات الأنف باستخدام خطاف حديدي، ثم يحقنون أدوية معينة في باقي الدماغ".

من المرجح أن قدماء المصريين استخدموا أداة طولها أكثر من 6.8 بوصة، ربما صنعت من نباتات تنتمي إلى مجموعة النباتات أحادية الفلقة (مثل النخيل والخيزران)، لتسييل الدماغ وإزالته. وكان الأداة تدخل عبر ثقب يتم تثقيبه في عظم الأنف بالقرب من الأنف باستخدام مطرقة. يتم لف بعض أجزاء الدماغ حول هذا العصا وسحبها، بينما يتم تسييل الأجزاء الأخرى. ولتصفية السائل الدماغي المتبقي، كان يتم وضع الشخص على بطنه أو رفع رأسه.